# Ла Сера (Пиза)
Ла Сера је насеље у Италији у округу Пиза, региону Тоскана.
Према процени из 2011. у насељу је живело 510 становника. Насеље се налази на надморској висини од 44 м.